# Sant Joan les Fonts (kommun)
Sant Joan les Fonts är en kommun i Spanien.   Den ligger i provinsen Província de Girona och regionen Katalonien, i den östra delen av landet, 600 km öster om huvudstaden Madrid. Antalet invånare är 2 879. Arean är 32 kvadratkilometer. Sant Joan les Fonts gränsar till Montagut i Oix, Castellfollit de la Roca, Sant Jaume de Llierca, Santa Pau, Olot och La Vall de Bianya. 
Terrängen i Sant Joan les Fonts är lite kuperad.